# Business network international
Business Network International (BNI) är ett internationellt nätverk för företagare med syftet att skapa affärer genom personliga rekommendationer. Organisationen finns i över 50 länder.
Nätverket består av medlemmar från upp till 50 olika branscher som träffas regelbundet i lokala grupper. Gäster är alltid välkomna vid varje möte. BNI:s filosofi är "Givers gain" och betyder att den som ger, får också någonting tillbaka. 
Organisationen startades 1985 i Kalifornien i USA av Ivan Misner.
BNI introducerades i Sverige av Gunnar Selheden 1999.